# Distrito Histórico de Capitol Park
El Distrito Histórico de Capitol Park está ubicado en el Downtown de Detroit, Míchigan. Está aproximadamente delimitada por las avenidas Grand River, Woodward y Míchigan, y por el Washington Boulevard. Fue incluido en el Registro Nacional de Lugares Históricos en 1999. Entre los edificios que lo componen están el Farwell Building, el David Stott Building y el Griswold Building, diseñado por Albert Kahn.

## Descripción
El histórico Capitol Park es un terreno triangular (ahora un parque público) delimitado por Shelby Street, Griswold Street y State Street. Esta forma se debe al plan de 1805 de Augustus Woodward para la ciudad de Detroit. El Distrito Histórico incluye el parque y diecisiete edificios circundantes por un bloque en cada dirección. Los edificios dentro del distrito incluyen los el Farwell, el Griswold, el David Stott, el Detroit Savings Bank y el Industrial.

## Historia
En 1823, la población de Detroit había aumentado hasta el punto que el Congreso de los Estados Unidos transfirió allí el gobierno de lo que entonces era el Territorio de Míchigan al gobernador y al consejo legislativo. Para albergar al nuevo gobierno, se construyó un palacio de justicia en Capitol Park entre 1823 y 1828. Cuando Míchigan se convirtió en un estado en 1837, el edificio se convirtió en el capitolio y así funcionó hasta 1847, cuando la sede gubernamental se trasladó a Lansing. El edificio se utilizó luego como una escuela secundaria pública hasta 1893, cuando fue destruido por un incendio. Luego, el terreno se convirtió en un parque, y se ha mantenido como un espacio público hasta el presente.

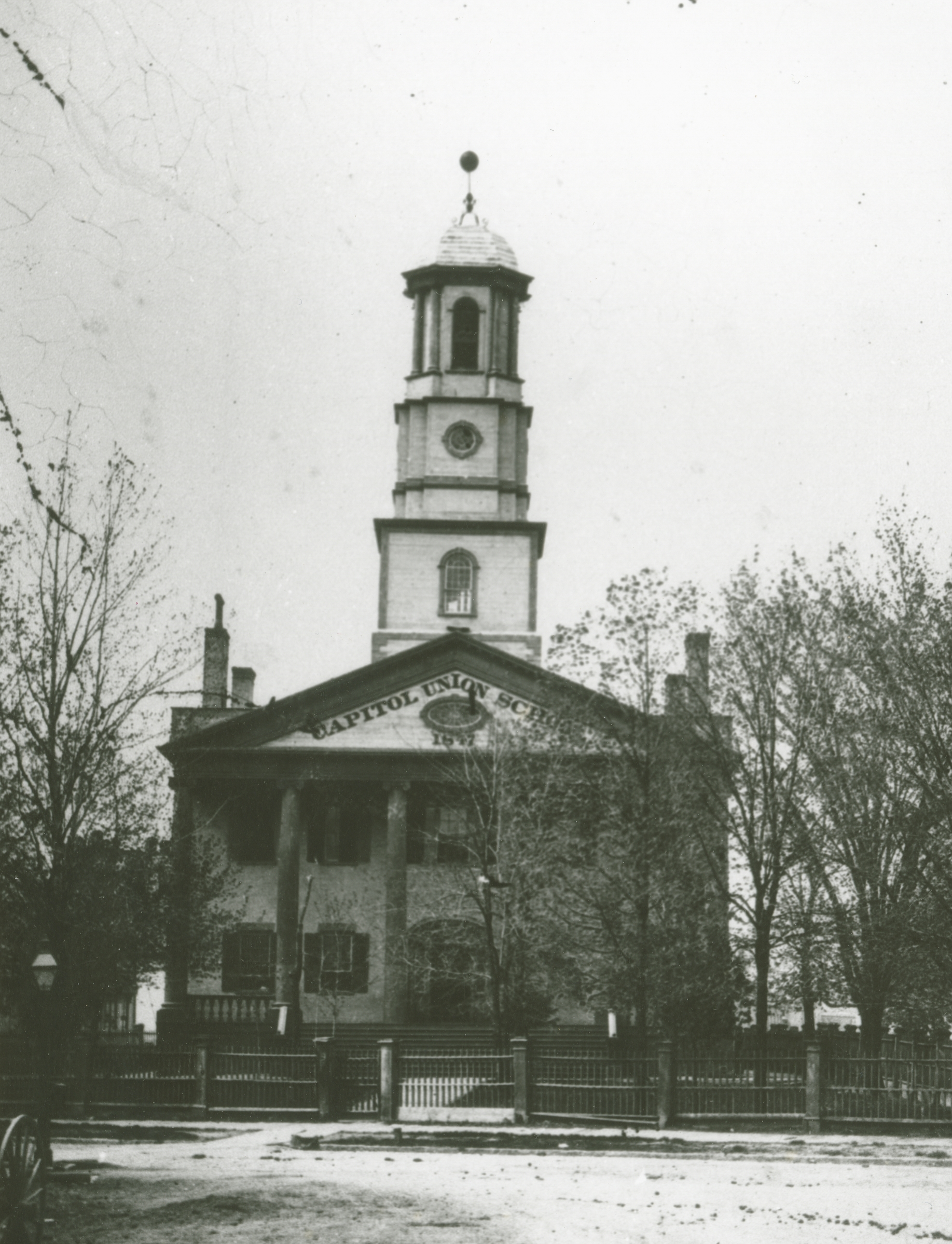
El Primer Capitolio de Míchigan en Detroit, hacia 1847.

Los edificios del Distrito Histórico que rodean el parque se construyeron principalmente durante las primeras tres décadas del siglo XX con fines comerciales. Varios arquitectos famosos, incluidos Albert Kahn y Gordon W. Lloyd, contribuyeron con edificios en una variedad de estilos, desde el victoriano hasta Beaux Arts y art déco. Los edificios reflejan la transformación de Detroit de un próspero centro comercial del siglo XIX a una ciudad moderna.
Además de los edificios actuales, Capitol Park tiene una conexión histórica con el ferrocarril subterráneo. En 1850, Seymour Finney compró un terreno cerca del parque y construyó una taberna con un granero grande. Finney simpatizaba con la causa abolicionista y usó su granero para esconder a los esclavos que escapaban antes de su viaje final a través del río Detroit hacia Canadá. Se ha erigido un marcador histórico del estado de Míchigan en el parque para conmemorar el granero de Finney.

En 1905, los restos del primer gobernador de Míchigan, Stevens T. Mason, fueron trasladados de Nueva York, donde murió en 1843, y fueron enterrados en Capitol Park. Más tarde se erigió sobre la tumba una estatua de Mason del escultor Albert Weinert. Cuando se anunciaron los planes en 2009 para reconfigurar el parque, incluyeron la reubicación del monumento y la tumba. 

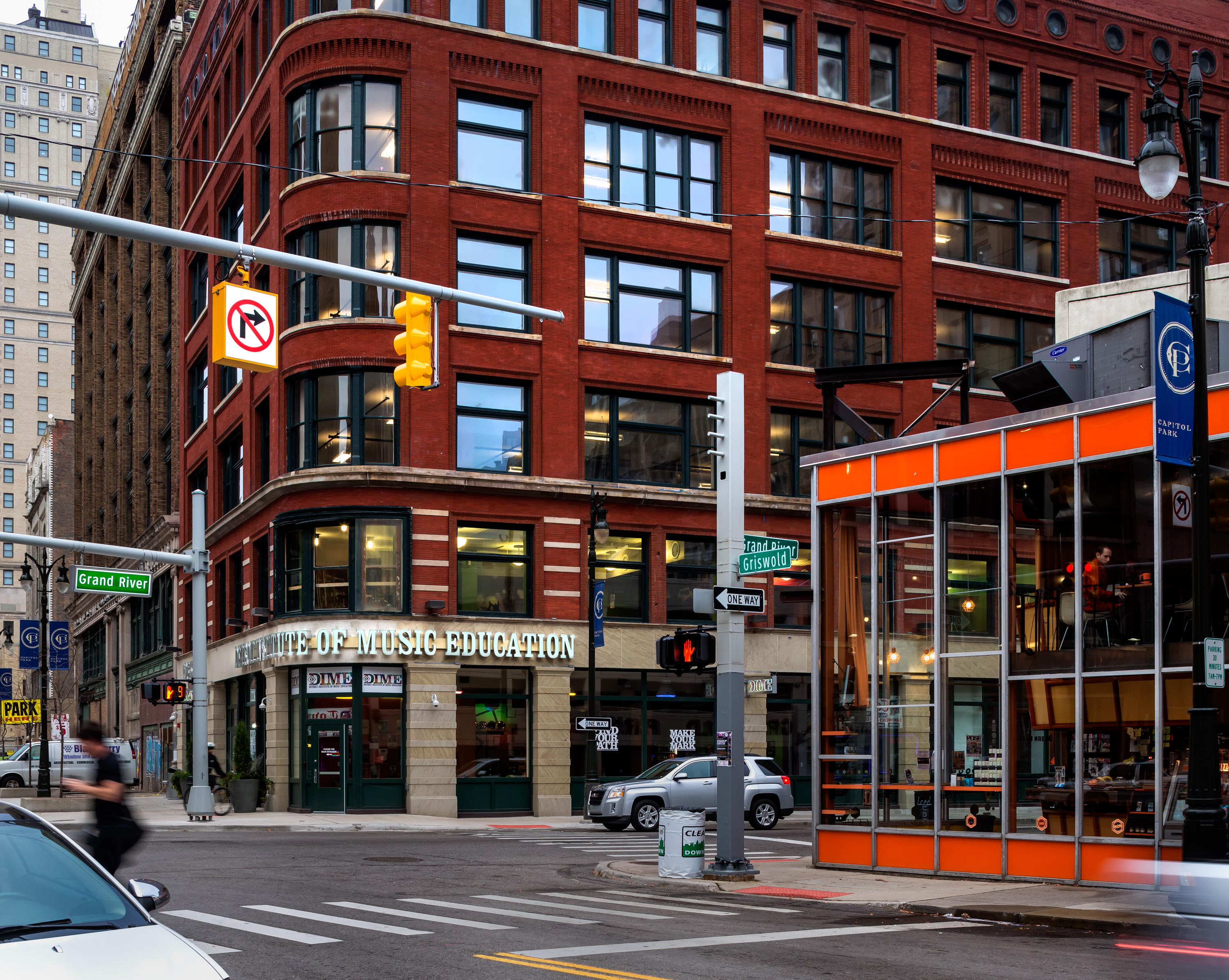
El Instituto de Detroit de Educación de Música (DIME) y Urban Bean en Grand River con Griswold Street en Capitol Park.

Sin embargo, la bóveda funeraria no estaba donde indicaban los planos anteriores y las cuadrillas buscaron durante cuatro días antes de que se ubicara el 29 de junio de 2010. Se creía que la tumba había sido trasladada en 1955 para hacer espacio para una terminal de autobuses. En el 199 aniversario de su nacimiento, el 27 de octubre de 2010, Mason fue enterrado nuevamente por cuarta vez en una bóveda de nueva construcción en el pedestal de la estatua de bronce. El actual diácono de la Iglesia Catedral de San Pablo, donde se llevaron a cabo los servicios funerarios de Mason en 1843, ofició la ceremonia.

## Centro de tránsito y remodelación
El parque también ha servido como un importante centro de tránsito del centro. Dos años después de la destrucción de la capital del estado por un incendio, varias líneas de tranvías se enroscaron alrededor del nuevo parque con grandes plataformas de abordaje construidas en las calles Griswold y Shelby, transformándolo en una importante estación de transferencia. En 1955, el Departamento de Ferrocarriles de la Calle (DSR) construyó la Terminal de Autobuses del Capitol Park de $ 280,000 en el extremo norte del parque, lo que facilitó el traslado de la tumba de Stevens T. Mason al extremo sur del parque. La nueva instalación se construyó con acero y hormigón armado, con tragaluces de plástico en todo el dosel de hormigón. Poco después de la reestructuración de la DSR como Departamento de Transporte de Detroit (DDOT), la estación fue demolida en 1979, aunque el área alrededor del parque continuó siendo utilizada como una importante terminal de autobuses.
En 2001, el área fue nombrada como el Capitol Park Transit Center y se utilizó como terminal temporal hasta la finalización del Rosa Parks Transit Center. La apertura del Centro de Tránsito de Rosa Parks en el centro de Detroit en julio de 2009 marcó el final del uso de Capitol Park como centro de transporte. Un proyecto de renovación de 1.1 millones de dólares iniciado en septiembre de 2009 por la Autoridad de Desarrollo del Centro de la ciudad reconstruyó el espacio público en un esfuerzo por atraer nuevos negocios al área.

## Galería

Capitol Park en 1942, desde del costado norte
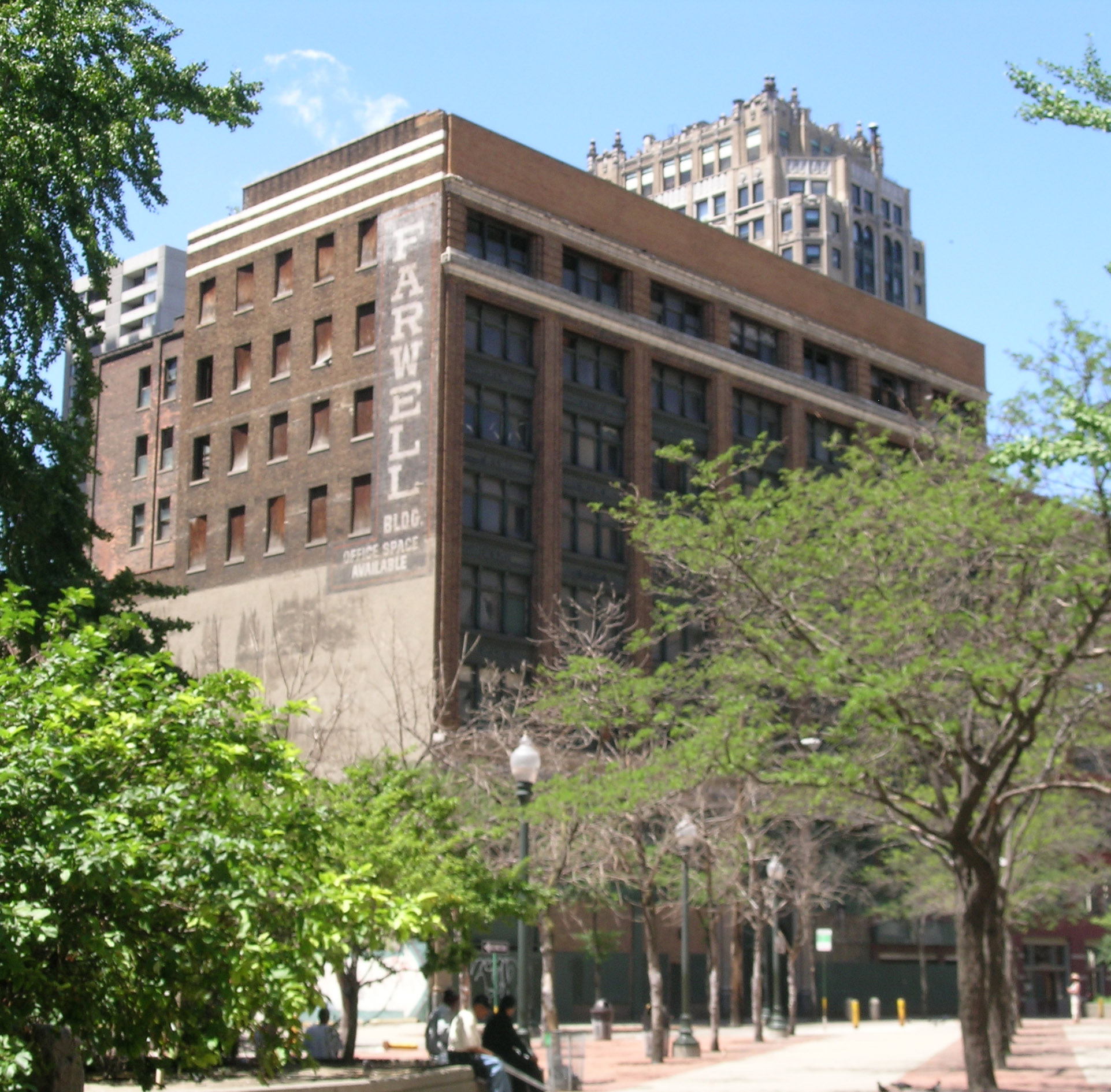
El Farwell Building desde el Capitol Park
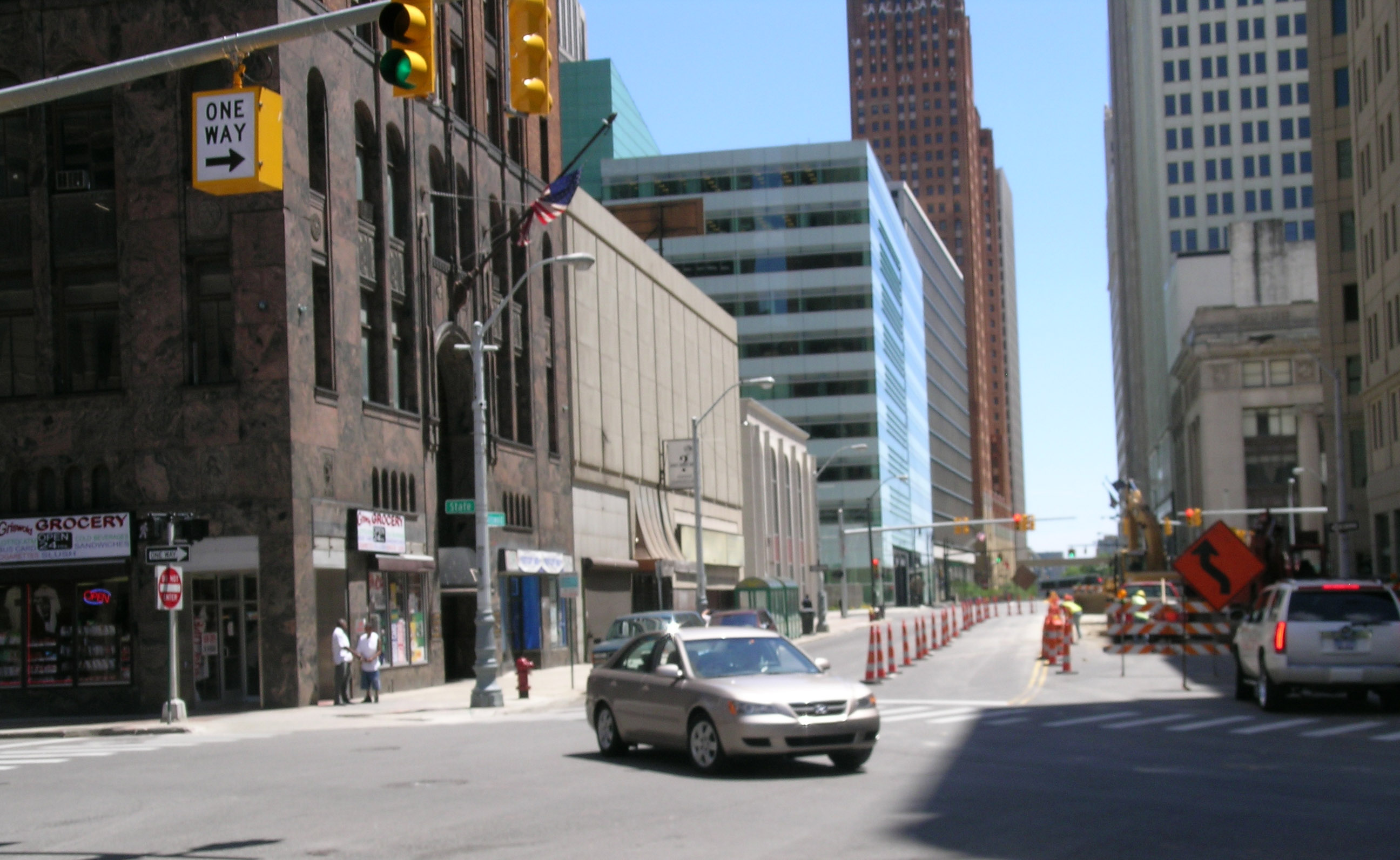
La calle Griswold con State Street. A la izquierda, el David Stott Building
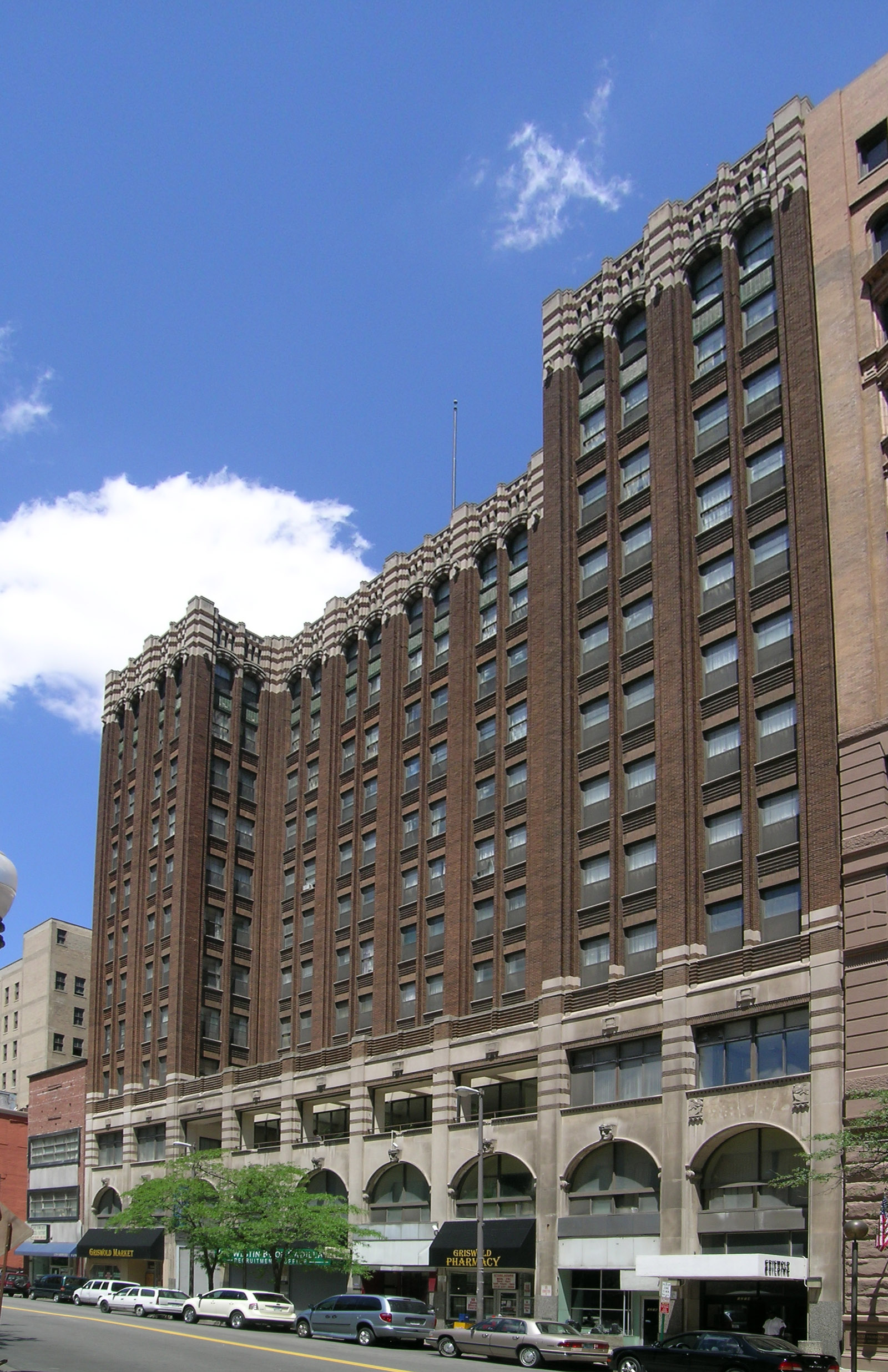
El Griswold Building, de Albert Kahn
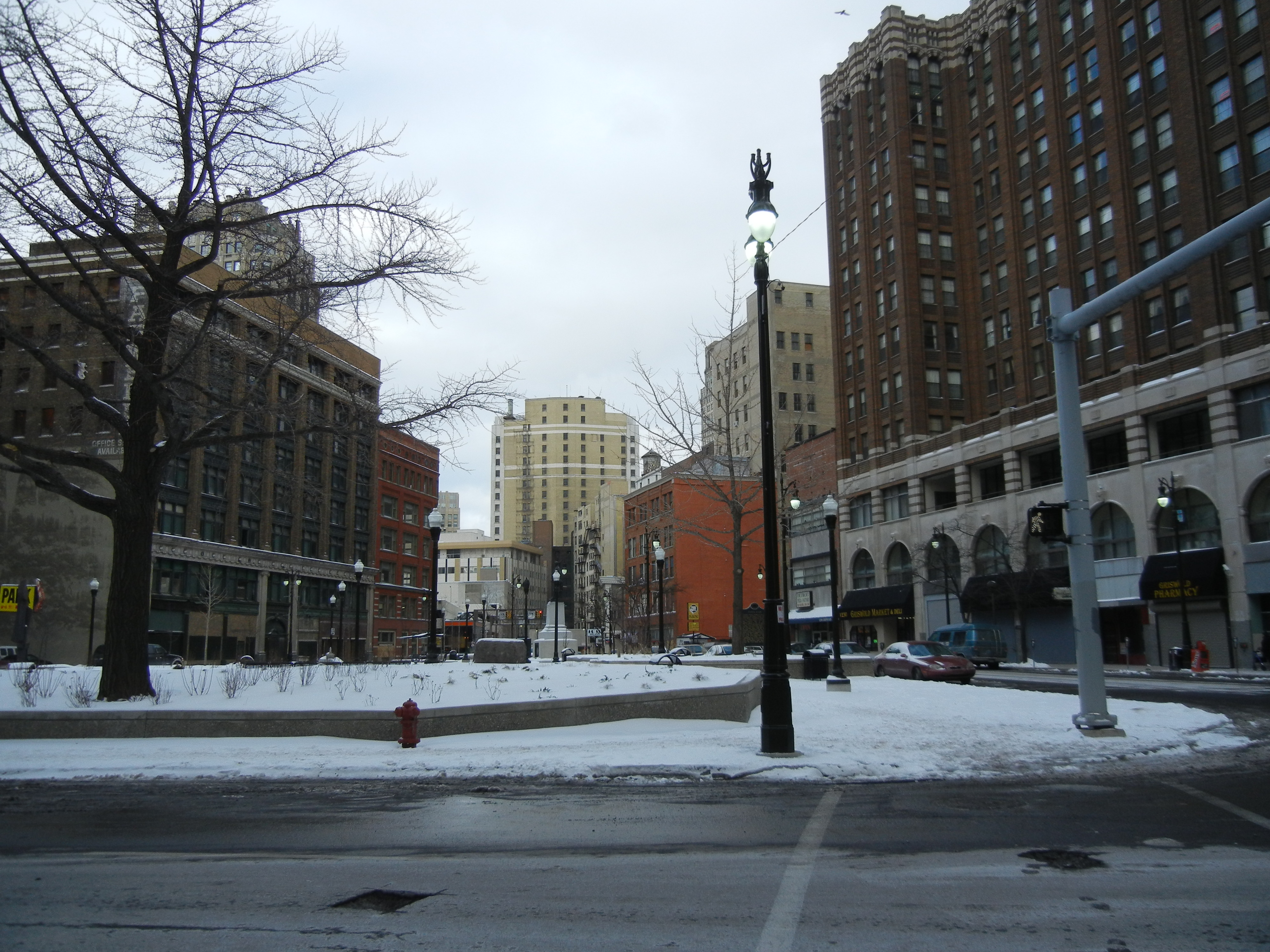
Capitol Park en 2011
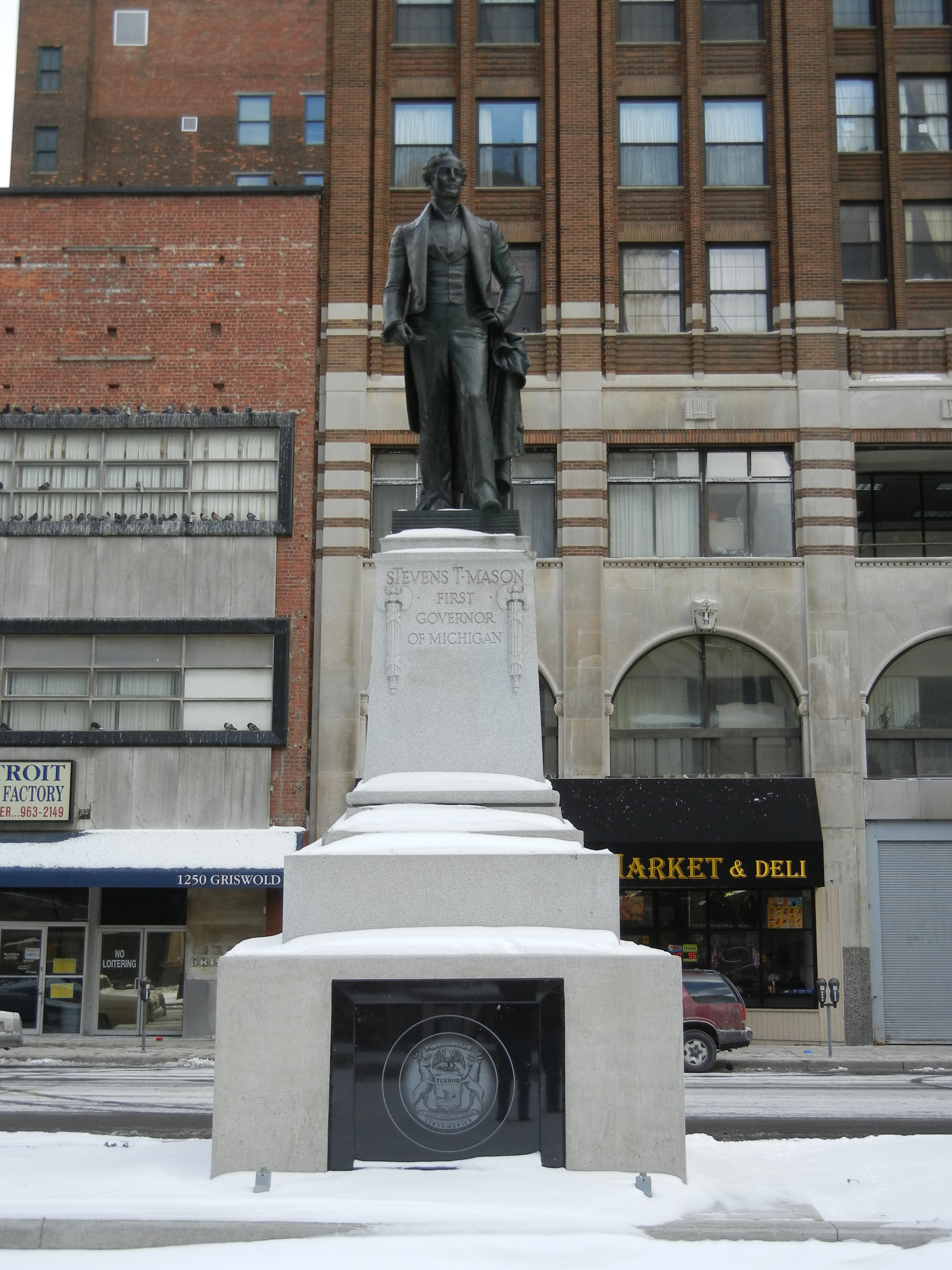
Estatua de Stevens T. Mason